# العلاقات المصرية الميكرونيسية
العلاقات المصرية الميكرونيسية هي العلاقات الثنائية التي تجمع بين مصر وولايات ميكرونيسيا المتحدة.

## مقارنة بين البلدين
هذه مقارنة عامة ومرجعية للدولتين:
| وجه المقارنة                                              | مصر           | ولايات ميكرونيسيا المتحدة |
| --------------------------------------------------------- | ------------- | ------------------------- |
| المساحة (كم2)                                             | 1.01 مليون    | 702                       |
| عدد السكان (نسمة)                                         | 94.80 مليون   | 105.54 ألف                |
| الكثافة السكانية (ن./كم²)                                 | 93.86         | 15.03 ألف                 |
| العاصمة                                                   | القاهرة       | باليكير                   |
| اللغة الرسمية                                             | اللغة العربية | لغة إنجليزية              |
| العملة                                                    | جنيه مصري     | دولار أمريكي              |
| الناتج المحلي الإجمالي (بليون دولار)                      | 235.37 مليار  | 336.43 مليون              |
| الناتج المحلي الإجمالي (تعادل القوة الشرائية) بليون دولار | 998.67 مليار  | 365.27 مليون              |
| الناتج المحلي الإجمالي الاسمي للفرد دولار أمريكي          | 3.61 ألف      | 3.02 ألف                  |
| الناتج المحلي الإجمالي للفرد دولار أمريكي                 |               |                           |
| مؤشر التنمية البشرية                                      | 0.690         | 0.640                     |
| رمز المكالمات الدولي                                      | +20           | +691                      |
| رمز الإنترنت                                              | .eg، .مصر     | .fm                       |
| المنطقة الزمنية                                           | ت ع م+02:00   |                           |

## منظمات دولية مشتركة
يشترك البلدان في عضوية مجموعة من المنظمات الدولية، منها:
| علم المنظمة | اسم المنظمة                               | تاريخ انضمام مصر | تاريخ انضمام ولايات ميكرونيسيا المتحدة |
| ----------- | ----------------------------------------- | ---------------- | -------------------------------------- |
|             | البنك الدولي للإنشاء والتعمير             | 27 ديسمبر 1945   | 24 يونيو 1993                          |
|             | المركز الدولي لتسوية المنازعات الاستشارية | 2 يونيو 1972     | 24 يوليو 1993                          |
|             | الأمم المتحدة                             | 24 أكتوبر 1945   | 17 سبتمبر 1991                         |
|             | يونسكو                                    | 22 يناير 1947    | 19 أكتوبر 1999                         |
|             | وكالة ضمان الاستثمار متعدد الأطراف        | 12 أبريل 1988    | 11 أغسطس 1993                          |
|             | مؤسسة التنمية الدولية                     | 26 أكتوبر 1960   | 24 يونيو 1993                          |
|             | مؤسسة التمويل الدولية                     | 20 يوليو 1956    | 24 يونيو 1993                          |
|             | الاتحاد الدولي للاتصالات                  | 9 ديسمبر 1876    | 18 مارس 1993                           |

## وصلات خارجية
- موقع وزارة الخارجية المصرية